# 村越襄
村越 襄（むらこし じょう、1925年 - 1996年）は、日本のアートディレクター、フォトディレクター。

## 来歴
- 1925年（大正14年） - 神奈川県横浜市で生誕。西洋画と日本画を学ぶ[1]。
- 1945年（昭和20年） - 出征。沖縄県宮古島で終戦[1]。
- 1946年（昭和21年） - 復員。その後、日本ビクター株式会社（現・株式会社JVCケンウッド）宣伝部に勤務[1]。
- 1951年（昭和26年） - 株式会社ライトパブリシティの創立に参加。アートディレクターとなる。この頃に、茅ヶ崎市東海岸に転居した（その後、藤沢市片瀬山に転居）[1]。
- 1977年（昭和52年） - ライトパブリシティを退社し、株式会社村越襄デザイン室を設立。
- 1996年（平成8年） - 藤沢市で没（71歳）。

## 作品
亀倉雄策（アートディレクション）、早崎治（写真）との協働による、1962・1963年の東京オリンピックポスター（第2号・第3号）に参加（フォトディレクション）。
まだ大学生だった三宅一生に声を掛け、東洋レーヨン（現・東レ株式会社）のカレンダー（1963年版）のための衣装制作を、アートディレクターとして依頼したこともあった。
晩年は5年をかけ、日本への古典回帰ともいうべき「蓮華幻相」（れんかげんそう）の制作に取り組んだ。
美男子との評もあり、「COMME des GARCONS HOMME No.5 1981年5号」では自身がモデルも務めた。

## 関連文献
- 『村越襄（ggg Books 世界のグラフィックデザイン）』（DNP文化振興財団、2013年10月） ISBN 978-4-88752-377-7
- 雑誌ハイファッション 1977/8 NO.90 メンズ・ワードローブ～私の着心､私の考え：村越襄～